# کولکارین
کولکارین (به انگلیسی: Culcairn) یک شهرک در استرالیا است که در Greater Hume Shire واقع شده‌است.